# Vallées-d’Antraigues-Asperjoc
Vallées-d’Antraigues-Asperjoc – gmina we Francji, w regionie Owernia-Rodan-Alpy, w departamencie Ardèche. W 2013 roku liczba ludności wynosiła 974 mieszkańców. 
Gmina została utworzona 1 stycznia 2019 roku z połączenia dwóch ówczesnych gmin: Antraigues-sur-Volane oraz Asperjoc. Siedzibą gminy została miejscowość Antraigues-sur-Volane. 